# Orbieu
Orbieu – rzeka we Francji, przepływająca przez teren departamentu Aude, o długości 84,1 km. Stanowi prawy dopływ rzeki Aude.

## Geografia
Źródła Orbieu znajdują się na północ od miejscowości Fourtou, w miejscu o nazwie Marot, na południowy zachód od masywu Corbières, na wschód od lasu Rialsesse i na północ od lasu Fourtou, na wysokości około 700 metrów n.p.m., w odległości około 500 metrów od szczytu Le Pech (822 m n.p.m.).
Orbieu w całości płynie na terenie departamentu Aude. Przepływa przez teren 21 gmin: Fourtou (źródło), Auriac, Lanet, Montjoi, Vignevieille, Saint-Martin-des-Puits, Mayronnes, Saint-Pierre-des-Champs, Lagrasse, Ribaute, Camplong-d’Aude, Fabrezan, Ferrals-les-Corbières, Luc-sur-Orbieu, Ornaisons, Cruscades, Lézignan-Corbières, Villedaigne, Névian, Marcorignan i uchodzi między Raissac-d’Aude a Saint-Nazaire-d’Aude.

## Dopływy
Orbieu ma 59 opisanych dopływów. Do najdłuższych z nich należą:
- Ruisseau de Laurio
- Ruisseau du Moulin de Fourtou
- Sou de Laroque
- Ruisseau des Mattes
- Nielle
- Aussou